# جاكي مودي
جاكي مودي (بالإنجليزية: John Knight Mudie)‏ واسمه الكامل جون نايت مودي مواليد 10 أبريل 1930 في دندي - الوفاة 2 مارس 1992 في ستوك أون ترينت، إنجلترا، كان لاعب ومدرب كرة قدم اسكتلندي كان يلعب كمهاجم. سبق له أن لعب في كأس العالم لكرة القدم مع منتخب بلاده. لعب خلال مسيرته 467 مباراة سجل خلالها 185 هدفاً.
بدأ مسيرته مع بلاكبول في عام 1947، وقضى السنوات الأربع عشرة التالية مع النادي، وساعدهم في نهائي كأس الاتحاد الإنجليزي عامي 1951 و1953، والتي انتهت بفوز تانجيرين. وإجمالاً، سجل 144 هدفاً في الدوري مع النادي. ثم أمضى 1961 إلى 1963 في ستوك سيتي، حيث ساعده في الحصول على لقب الدرجة الثانية في 1962-1963، كما أمضى فترة وجيزة على سبيل الإعارة مع نادي تورنتو سيتي الكندي. بعد التوقيع مع بورت فايل في عام 1963، قضى 1965 إلى 1967 كمدير مشترك للنادي، جنبًا إلى جنب مع صديقه القديم وزميله في الفريق ستانلي ماثيوز. أصبح مدربًا بعد أن أنهى مسيرته المهنية مع أوسويستري تاون في عام 1967، على الرغم من أنه تولى تدريب نورثويتش فيكتوريا في عام 1973 ثم فريق كليفلاند كوبراس الأمريكي في عام 1978.

## السيرة الشخصية

### السنوات المبكرة
بدأ جاكي مودي، المولود في دندي، مسيرته الكروية مع فريق الناشئين المحليين نادي لوتشي هارب وستوبسويل جونيورز.

### نادي بلاكبول
انضم مودي إلى نادي بلاكبول في سبتمبر 1946، ووقع الشروط المهنية في مايو 1947. كان في النادي طوال الخمسينات من القرن العشرين، وهي العقد الأكثر نجاحًا في تاريخ النادي.
بعد ثلاث سنوات من التطور في الاحتياط، ظهر لأول مرة في 8 مارس 1950، ضد ليفربول، وسجل الهدف الوحيد في المباراة 1-0 على ملعب آنفيلد. في الموسم التالي ظهر بانتظام عندما كان بلاكبول يتحدى الدوري ووصل إلى نهائي كأس الاتحاد الإنجليزي عام 1951. أثبت نيوكاسل يونايتد قوته في ملعب ويمبلي، وأخذ هدفا جاكي ميلبورن الكأس إلى الشمال الشرقي. بعد الخسارة، وقع بلاكبول مع إرني تايلور، وفقد مودي مكانه. في النهاية، رغم ذلك، شق طريقه مرة أخرى إلى الفريق.
في موسم 1952-53، استعاد بلاكبول خيبة أمله في نهائي كأس الاتحاد الإنجليزي عام 1951 عندما أدى هدف مودي في الدقيقة الأخيرة ضد توتنهام هوتسبر في نصف نهائي ذلك الموسم إلى العودة إلى ويمبلي، وهذه المرة لمواجهة بولتون واندرارز. تُذكر هذه المباراة على نطاق واسع باسم «نهائي ماثيوز»، نظرًا لأن الجناح ساعد في تحويل عجزه بنتيجة 3-1 إلى فوز 4-3 لبلاكبول. على الرغم من أن ماثيوز وهدّاف الهاتريك ستان مورتنسن قد أخذوا الأضواء بشكل مفهوم، إلا أن ماثيوز نفسه اعترف لاحقًا بأهمية مودي غير الأناني، مشيرًا إلى أن «مهارته وعمله مع الآخرين غالبًا ما يجعل البعض منا يبدو أفضل مما كنا عليه بالفعل».
في بداية مسيرته المهنية، كان مودي يعتبر مهاجمًا داخليًا، ومع ذلك، عندما تم نقل مورتنسن إلى هال سيتي في أغسطس 1955، أصبح مودي قلب الهجوم المنتظم لبلاكبول، على الرغم من مكانته الضئيلة. هذا التغيير في المركز، الذي جمع بين تسجيله 22 و38 هدفًا في مواسم متتالية، مكنه من تحقيق الاعتراف الدولي وظهر لأول مرة دوليًا ضد ويلز في عام 1956. ساعدت هاتريكه في الفوز 4-2 على إسبانيا في 1957 اسكتلندا على التأهل لكأس العالم في العام التالي وتم اختياره لاحقًا في الفريق الذي سافر إلى السويد. خرجت اسكتلندا بعد دور المجموعات، منهية بشكل فعال مسيرة مودي الدولية مع 17 مباراة دولية وتسعة أهداف باسمه.

### نادي ستوك سيتي
وقع ستوك سيتي مع مودي، في مارس 1961 مقابل 8.500 جنيه إسترليني، وسجل خمس دقائق فقط من أول ظهور له ضد سكونثورب يونايتد. أنهى موسم 1960–61 بثلاثة أهداف من 13 مباراة حيث كان ستوك يتعامل بشكل غير مستقر مع الهبوط. في صيف عام 1961، قضى مودي أشهر الصيف في اللعب لفريق تورنتو سيتي الكندي مع ستانلي ماثيوز وداني بلانشفلاور وجوني هاينز. بعد بداية سيئة لحملة 1961-1962، انخفض حضور ستوك في ميدان فيكتوريا غراوند بشكل مثير للقلق إلى ما دون علامة 10000. لمواجهة مدير الموقف توني وادينجتون أعاد ستانلي ماثيوز للنادي وكان له التأثير المطلوب حيث حضر 35974 المباراة القادمة ضد هدرسفيلد تاون. كما أعادت عودة ماثيوز إحياء شراكته مع مودي والتي أثبتت أنها حيوية للفوز بلقب الدرجة الثانية في 1962-1963 حيث سجل مودي 20 هدفًا، بما في ذلك الهدف الافتتاحي في حسم اللقب ضد لوتون تاون.

### نادي بورت فايل
انتقل مودي إلى منافس ستوك المحلي بورت فايل في نوفمبر 1963 جنبًا إلى جنب مع رونالد ويلسون في صفقة تتراوح بين 12000 جنيه إسترليني و15000 جنيه إسترليني.
في البداية كان لاعبًا عاديًا، لم يتمكن مودي المسن من اللعب على الأسطح الصلبة بسبب خطر حدوث تنافر في العضلات، ثم فقد مكانه الأول مع فريقه على أي سطح في أغسطس 1964. بعد رحيل فريدي ستيل، أصبح مودي لاعبًا - مديرًا في فبراير 1965، حيث انضم للمرة الثالثة مع مؤيد الصبا ماثيوز، الذي أصبح المدير العام لفريق فاليانتس بعد بضعة أشهر بعد أن لعب آخر مباراة له في الدرجة الأولى لصالح ستوك ضد فولهام. بعد خمسة أيام من عيد ميلاده الخمسين. قال مودي في ذلك الوقت: «يمكننا أن نكافح في طريقنا للخروج من هذه الأزمة». «يجب علينا أن نفعله. على الرغم من أننا في أسفل الجدول، إلا أننا لم نخرج». كانت استراتيجيته هي إنفاق الأموال لجلب لاعبين من الشمال الشرقي، على الرغم من أن هذا سيثبت في النهاية أنه إستراتيجية غير ناجحة. استقال في مايو 1967 متذرعا بـ «أسباب شخصية».

### السنوات الأخيرة
بعد تقاعده من اللعب، استمر مودي في العيش في ستوك أون ترينت، مسقط رأسه المتبنى، حيث أقام لوحة فنية وأعمال تزيين. كان لديه فترات تدريب قصيرة في أوسويستري تاون، نادي كرو ألكساندرا (حيث كان مساعد المدير)، نورثويتش فيكتوريا، ليك تاون وإيستوود تاون، كما أمضى صيفًا واحدًا في الولايات المتحدة، كمدرب لكليفلاند كوبرا في عام 1978. كما أمضى بعض الوقت في جنوب إفريقيا، ككشافة لجوهانسبرج رينجرز.
توفي مودي في ستوك في عام 1992، عن عمر يناهز 61 عامًا، بعد عامين من تشخيص إصابته بالسرطان.

## روابط خارجية
- جاكي مودي على موقع الاتحاد الإسكتلندي (الإنجليزية)
- جاكي مودي على موقع قاعدة بيانات كرة القدم.إي يو (الإنجليزية)
- جاكي مودي على موقع ناشيونال فوتبول تيمز (الإنجليزية)
- جاكي مودي على موقع Soccerbase.com (لاعب) (الإنجليزية)
- جاكي مودي على موقع Soccerbase.com (مدرب) (الإنجليزية)